# Efekt Kuleszowa
Efekt Kuleszowa – przeprowadzony przez radzieckiego reżysera filmowego Lwa Kuleszowa w latach 20. XX wieku eksperyment, mający za zadanie wykazać sensotwórcze znaczenie montażu filmowego.
Eksperyment opierał się na zestawieniu ujęcia przedstawiającego pozbawioną wyrazu twarz radzieckiego aktora Iwana Mozżuchina z innymi ujęciami; co powodowało, że odbiorca przypisywał za każdym razem inne emocje widzianej twarzy. Twarz Mozżuchina zestawiano kolejno z: talerzem zupy (odbiorca odnosił wrażenie, że aktor patrzy na zupę, a jego twarz wyraża głód), trumną z ciałem kobiety (odbiorcy przypisywali twarzy aktora wielki smutek) oraz bawiącą się dziewczynką (twarz Mozżuchina nabierała dla odbiorców wrażenia pogodnej, czułej).
Tym samym eksperyment doprowadził Kuleszowa do wniosku, że odbiorca nadaje znaczenie ujęciom filmowym nie w izolacji, ale w połączeniu z ujęciami poprzedzającymi i następującymi po nich, oraz że osoba montująca film może nadawać mu znaczenia niezależnie od zawartej w nim gry aktorskiej.